# Billy Ehn
Billy Ehn, född 1946, är en svensk etnolog.
Ehn blev filosofie doktor vid Stockholms universitet 1975 på avhandlingen Sötebrödet: en etnologisk skildring av jugoslaver i ett dalsländskt pappersbrukssamhälle och forskardocent där 1982. Han blev professor i etnologi vid Umeå universitet 1990. Ehn har skrivit ett flertal böcker, många vilka berör etnologi och kulturanalys. Tillsammans med Orvar Löfgren har han skrivit bland annat När ingenting särskilt händer och Hur blir man klok på universitetet. På 1970- och 80-talen skrev Ehn om bland annat etnicitet och fabriksliv.